# سيرناديا
سيرناديّا هي بلدية تقع في إسبانيا ضمن مقاطعة سمورة في منطقة الحكم الذاتي قشتالة وليون. وتنتمي إلى منطقة لا كرباييدا التقليدية المعروفة باسم كوماركا. ووفقًا لإحصاءات المعهد الوطني للإحصاء الإسباني لعام 2024، بلغ عدد سكان البلدية 110 نسمة.

## التاريخ
في العصور الوسطى، أُلحقت سيرناديّا بمملكة ليون، حيث عمل ملوكها على إعادة توطين غرب محافظة سمورة.